# Прессіг
Прессіг (нім. Pressig) — громада в Німеччині, розташована в землі Баварія. Підпорядковується адміністративному округу Верхня Франконія. Входить до складу району Кронах.
Площа — 53,18 км2. Населення становить 3872 ос. (станом на 31 грудня 2020).